# Лак-Ла-Бель (Вісконсин)
Лак-Ла-Бель (англ. Lac La Belle) — селище (англ. village) в США, в округах Вокеша і Джексон штату Вісконсин. Населення — 281 особа (2020).

## Географія
Лак-Ла-Бель розташований за координатами 43°8′44″ пн. ш. 88°31′2″ зх. д. / 43.14556° пн. ш. 88.51722° зх. д. (43.145675, -88.517325).  За даними Бюро перепису населення США в 2010 році селище мало площу 2,53 км², з яких 2,52 км² — суходіл та 0,01 км² — водойми.

## Демографія
Згідно з переписом 2010 року, у селищі мешкало 290 осіб у 115 домогосподарствах у складі 97 родин. Густота населення становила 114 осіб/км².  Було 135 помешкань (53/км²).
Расовий склад населення:
| - 98,6 % — білих - 0,3 % — азіатів |

До двох чи більше рас належало 0,7 %. Частка іспаномовних становила 0,3 % від усіх жителів.
За віковим діапазоном населення розподілялося таким чином: 21,0 % — особи молодші 18 років, 57,6 % — особи у віці 18—64 років, 21,4 % — особи у віці 65 років та старші. Медіана віку мешканця становила 53,8 року. На 100 осіб жіночої статі у селищі припадало 95,9 чоловіків;  на 100 жінок у віці від 18 років та старших — 99,1 чоловіків також старших 18 років.
Середній дохід на одне домашнє господарство  становив 214 924 долари США (медіана — 154 375), а середній дохід на одну сім'ю — 207 252 долари (медіана — 163 750). За межею бідності перебувало 1,3 % осіб, у тому числі 0,0 % дітей у віці до 18 років та 3,8 % осіб у віці 65 років та старших.
Цивільне працевлаштоване населення становило 145 осіб. Основні галузі зайнятості: освіта, охорона здоров'я та соціальна допомога — 20,7 %, науковці, спеціалісти, менеджери — 19,3 %, фінанси, страхування та нерухомість — 15,2 %, роздрібна торгівля — 12,4 %.